# Коколя, Трипо
Трипо Коколя (серб. Трипо Кокоља/Tripo Kokolja) (28 февраля 1661, Пераст, Далмация (ныне Черногория) — 18 октября 1713, Корчула) — живописец, один из самых талантливых мастеров стиля «барокко» Восточного Средиземноморья XVII века. Иногда его имя также пишется на славянский манер как Трифун Кокольич или, в итальянизированной форме, как Tripo Cocoglia.
Родился в городе Пераст в Бока-Которском заливе Адриатического моря. Предположительно, изучал живопись в Венеции.
Самые известные его работы, сделанные в конце XVII в. по заказу архиепископа Барского Андрии Змаевича, находятся в церкви Божьей Матери на Скале на острове напротив Пераста. Нижний ряд росписей изображает пророков и сивилл, над ними — Введение во храм Пресвятой Богородицы, Успение Богородицы и Благовещение, над аркой — Коронование Богоматери. Своды церкви разделены на 45 частей и также украшены изображениями сцен из Жития Богородицы, а также образами евангелистов, Отцов Церкви, ангелов и т. д. В этих росписях прослеживаются черты барочной техники. Картины были непрофессионально отреставрированы в 1883 г. местным францисканским художником Йосипом Росси.
Другие известные работы Трипо Коколя — это портреты видных горожан Вицко Буйовича и Крсто Змаевича, которые можно увидеть в городском музее Пераста. Стенные росписи дворца архиепископа Андрии Змаевича, сделанные в 1670 г. не дожили до наших дней, но известно, что они включали в себя пейзажи.
К концу жизни Трипо Коколя переехал на остров Корчула, где и прожил до самой смерти. Среди его поздних работ можно отметить росписи доминиканской церкви в городе Бол на острове Брач (Далматия).